# Spirit (gruppo musicale)
Gli Spirit sono stati un gruppo rock fondato a Los Angeles nel 1967 dal chitarrista Randy California.

## Storia del gruppo

### Le origini

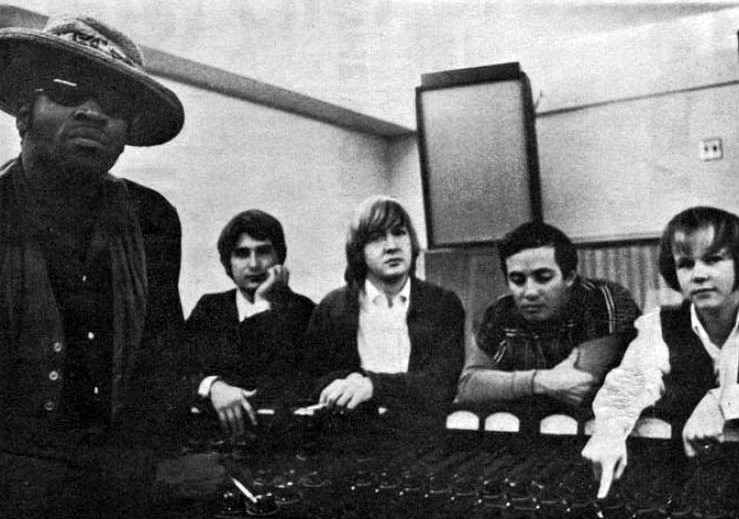
I Rising Sons (1966). Kevin Kelly, ultimo a destra, aveva già sostituito Ed Cassidy

L'Ash Grove era un club di Hollywood gestito da Ed Pearl e ospitava le esibizioni di musicisti che eseguivano blues, folk e jazz. Il nipote di Pearl, Randolph Craig Wolfe, ebbe così modo di crescere musicalmente ascoltando gli strumentisti che suonavano all'Ash Grove e da giovanissimo imparò a suonare la chitarra. L'incontro che doveva risultare determinante per la sua futura carriera fu quello con il gruppo folk blues dei Rising Sons, nel quale militavano fra gli altri Taj Mahal, Ry Cooder e il batterista Ed Cassidy, di formazione jazzistica e di quasi trent'anni più grande di Wolfe.
Insieme a Cassidy – che nel frattempo si era sganciato dai Rising Sons – Wolfe formò i Red Roosters, un gruppo che annoverava anche il percussionista e vocalist Jay Ferguson e il bassista Mark Andes. La vita dei Red Roosters fu assai breve poiché nel 1966 Cassidy lasciò la California diretto a New York assieme alla famiglia – il batterista, sposando la madre di Wolfe, ne era diventato il patrigno – e al Greenwich Village il giovane chitarrista ebbe la ventura di suonare assieme a un altro virtuoso dello strumento, un ancora sconosciuto Jimi Hendrix – fu proprio Hendrix a ribattezzarlo “Randy California”.

### La carriera

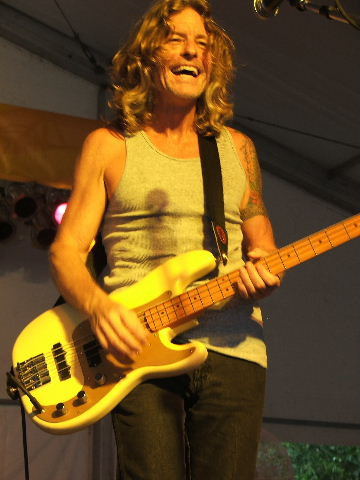
Mark Andes (2006)

Tornato in California assieme alla famiglia, Randy California dette vita con Ed Cassidy al gruppo denominato Spirits Rebellious, dal nome di un'opera del poeta e filosofo libanese Khalil Gibran. La formazione, che comprendeva anche il pianista John Locke, fu presto ampliata con l'ingresso di Andes e Ferguson, e il nome del quintetto fu contratto in “Spirit”, denominazione che avrebbe designato d'ora in poi la formazione nel contesto musicale.
Gli Spirit vennero ingaggiati dalla Ode Record di Lou Adler, produttore che aveva già curato i Mamas and Papas, e nel 1968 incisero il primo album, Spirit, in cui si mescolano sonorità folk, spunti jazzistici ed elementi rock – in una delle tracce, Taurus, si ritrova una linea di chitarra che fornirà a Jimmy Page l'ispirazione per Stairway to Heaven – e che dà la misura della versatilità dei musicisti e della ecletticità del loro retroterra musicale. Spinti dal buon successo dell'LP andarono in tournée e successivamente incisero dapprima un singolo e nel dicembre del 1968 un secondo album, The Family That Plays Together, disco che raggiunse il numero 22 in classifica. Clear, il terzo 33 giri che seguì nel luglio del 1969, fu invece accolto tiepidamente. Gli anni alla Ode si conclusero con un singolo che si ispirava al romanzo di George Orwell 1984 e che portava il medesimo nome.
David Briggs, produttore di Neil Young, si incaricò di traghettare gli Spirit alla Epic Records, con cui il gruppo registrò il quarto album, dalla vita tortuosa perché l'incisione dovette essere sospesa per diverso tempo a causa della frattura al cranio di Randy California; ci vollero sei mesi per terminare Twelve Dreams of Dr. Sardonicus, pubblicato nel novembre 1970. Ma nonostante il tour promozionale, l'album non si rivelò il successo atteso e, in assenza di un singolo che commercialmente compensasse la delusione, Ferguson e Andes abbandonarono il gruppo. Gli Spirit si trasformarono in un quartetto, dal momento che il solo Andes venne sostituito con il bassista John Arliss. Poco dopo anche Randy California lasciò gli Spirit e perciò Cassidy e Locke chiamarono il bassista Al Staehely e suo fratello Chris, chitarrista. Con questa line-up venne registrato Feedback, che apparve sul mercato nel febbraio 1972. Di nuovo la formazione cambiò a seguito della fuoriuscita dei due membri originari superstiti, Ed Cassidy e John Locke; sostituiti dal solo batterista, gli Spirit in trio parteciparono a un tour. Le esibizioni live e i sempre più frequenti passaggi radiofonici permisero agli album pubblicati di rientrare in classifica, e in particolare a Twelve Dreams of Dr. Sardonicus di conquistare il disco d'oro, seppure a sei anni dalla pubblicazione. Dopo qualche altra esperienza on the road con nuovi strumentisti, il gruppo si sciolse nel luglio del 1974.

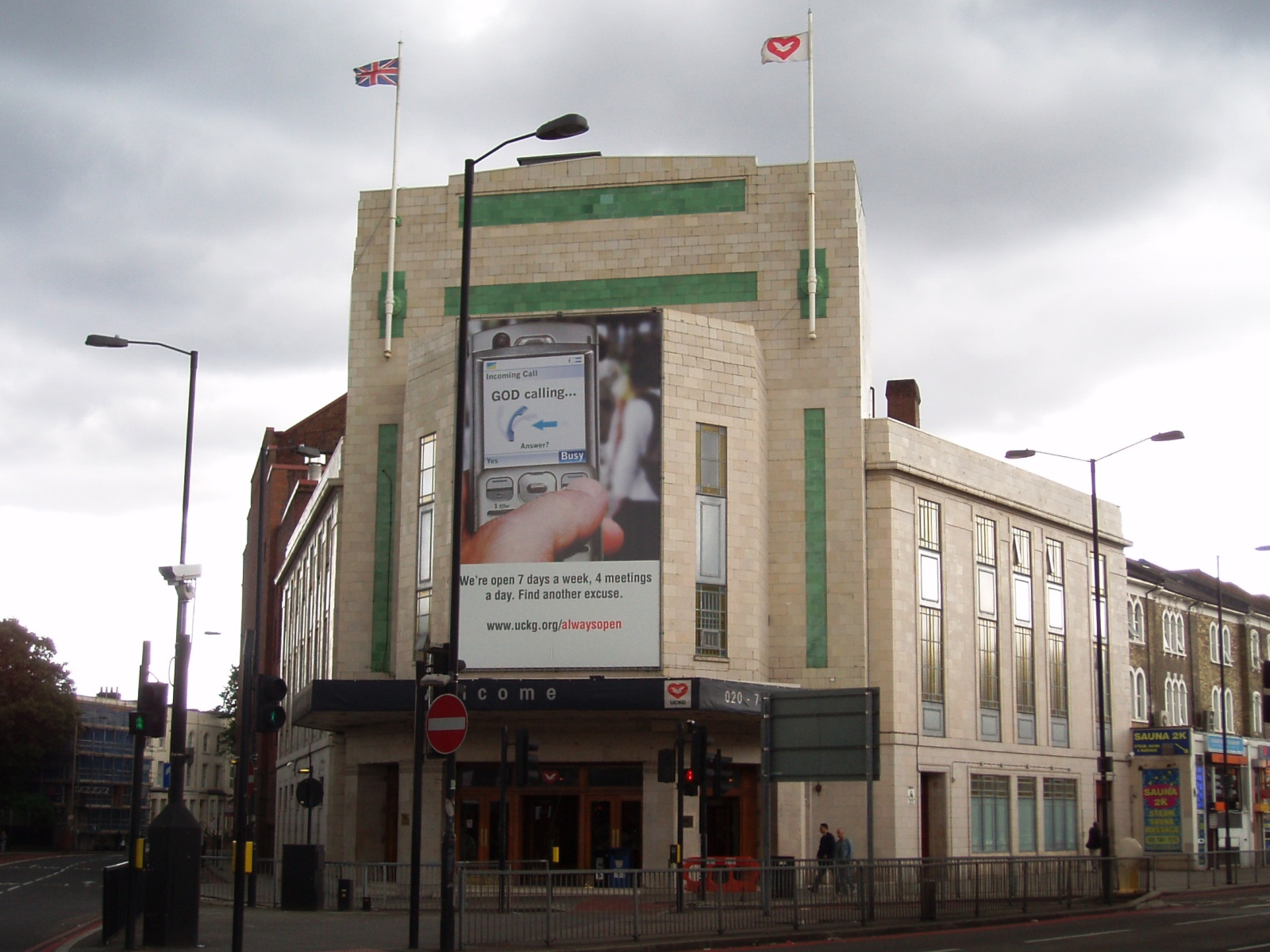
Il Rainbow Theatre di Londra

Ma non molto tempo dopo, Cassidy e California si ritrovarono a suonare assieme; poi, collaborando con vecchi e nuovi musicisti, per la Mercury Records realizzarono il doppio album Spirit of ‘76 e l'anno seguente Farther Along, che vide il momentaneo rientro di Andes e Locke, seguito a ruota da Son of the Spirit. Dopo cinque anni, il quintetto originale si ritrovò per alcuni concerti. La reunion fu però breve e nel gennaio del 1977 il solo Randy California incise Future Games: A Magical-Kahauna Dream, suonando tutti gli strumenti. Ma a causa dello scoraggiante riscontro di vendite, la Mercury decise di rescindere il contratto.
Il gruppo, che adesso vedeva Larry “Fuzz” Knight, Ed Cassidy e Randy California (John Locke aveva appena lasciato la formazione), effettuò una tournée in Europa, e il concerto tenuto l'11 marzo 1978 al Rainbow Theatre di Londra venne registrato per un album dal vivo. La band proseguì a corrente alternata fra scioglimenti e ricostituzioni fino al 1982, anno in cui si riformò il quintetto originale che registrò The Thirteenth Dream, un album di pezzi già pubblicati che vide la luce nel 1984. Di nuovo si verificarono dei cambiamenti nella line up e con una nuova formazione gli Spirit si esibirono in alcuni concerti a favore del restauro della Statua della Libertà.
Rapture in the Chambers uscì nel 1989; Cassidy e California erano affiancati da Locke e Mark Andes, e l'anno successivo una nuova formazione degli Spirit registrava Tent of Miracles, lavoro seguito da concerti e dalla pubblicazione di materiale mai apparso prima.

### La fine
Il 2 gennaio del 1997 Randy California, in vacanza alle Hawaii, si tuffò nelle acque del Pacifico per soccorrere il figlio Quinn, intrappolato in un vortice; riuscì a salvare il ragazzo spingendolo fuori dal gorgo verso riva, ma fu inghiottito dai marosi e il suo corpo non venne mai più ritrovato. La morte di California segnò la fine definitiva del gruppo, nonostante la creazione degli Spirit Revisited a opera di Ed Cassidy.

## Stile musicale
La formazione era composta da musicisti dal retroterra musicale differente che spaziava dal rock al classico, passando attraverso pop, blues, folk e jazz. Il sound degli Spirit fu un originale tessuto armonico in cui si fondevano rock, folk, jazz, blues e psichedelia; in altre circostanze il gruppo seppe alternare i diversi generi e stili, creando sonorità che allo stesso tempo conquistarono un pubblico raffinato e furono la causa del loro progressivo e reciproco allontanarsi e del loro scioglimento.

## Discografia

### Album in studio
- 1968 – Spirit
- 1968 – The Family That Plays Together
- 1969 – Clear
- 1970 – Twelve Dreams of Dr. Sardonicus
- 1972 – Feedback
- 1975 – Spirit of ‘76
- 1975 --  Son of Spirit
- 1976 – Farther Along
- 1977 – Future Games
- 1981 – The Adventures of Kaptain Kopter & Commander Cassidy in Potato Land
- 1984 – The Thirteenth Dream
- 1989 – Rapture in the Chambers
- 1990 – Tent of Miracles
- 1996 – California Blues
- 2005 – Model Shop

### Live
- 1977 – Live Spirit
- 1984 – Spirit of ‘84
- 1995 – Live at La Paloma
- 1997 – Made in Germany
- 2000 – Live at the Rainbow
- 2000 – Cosmic Smile
- 2002 – Sea Dreams
- 2004 – Live from the Time Coast

### Raccolte
- 1973 - The Best Of Spirit
- 1984 - Rock Giant
- 1991 - Time Circle, 1968–1972
- 1991 - Chronicles, 1967–1992
- 1992 - Collector Series
- 1995 - I Got a Line on You
- 1997 - The Mercury Years
- 2000 - The Big Three
- 2000 - Eventide
- 2003 - Blues from the Soul
- 2006 - The Original Potato Land
- 2007 - Salvation… The Spirit of ‘74
- 2008 - The Family That Plays Together/Twelve Dreams of Dr. Sardonicus
- 2008 - Rock and Roll Planet: 1977-1979
- 2008 - The Archive: An Introduction…
- 2009 - California Blues Redux

## Formazione
Randy California – guitar, vocals (1967–1972, 1972–1973, 1974–1979, 1982–1997; his death)
Ed Cassidy – drums (1967–1972, 1972–1973, 1974–1979, 1982–1997; died 2012)
John Locke – keyboards (1967–1972, 1976, 1982–1985, 1988–1989; died 2006)
Mark Andes – bass, guitar, vocals (1967–1971, 1974, 1976, 1982–85, 1988–1989)
Jay Ferguson – vocals, percussion, keyboards, guitar (1967–1971, 1976, 1982–1985)

## Formazione classica
- Al Staheley, voce
- Randy California, chitarra
- John Arliss, basso
- John Locke, tastiera
- Ed Cassidy, batteria